# ANVV De Zwaluwen

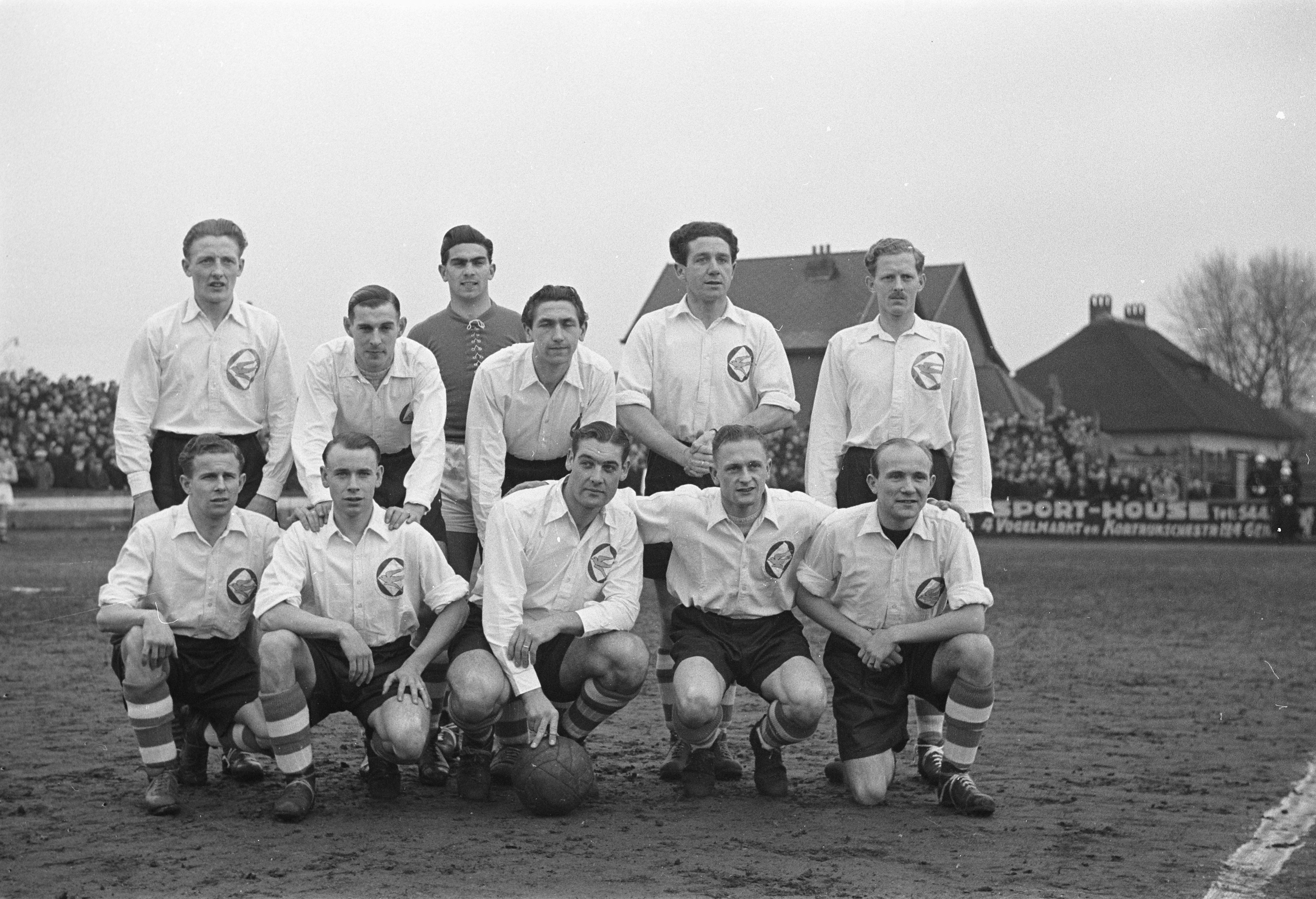
De Zwaluwen in 1948

De Algemene Nederlandse Voetbalvereniging De Zwaluwen is een voetbalorganisatie die op 17 juli 1907 is opgericht met als hoofddoel het verbeteren van het spelpeil van het voetbal in Nederland.
Dit doel moest worden bereikt via "het samenstellen van elftallen van goede spelers uit verschillende clubs, zodat deze voetballers eens worden onttrokken aan het eigen milieu, hun goede eigenschappen daardoor beter tot hun recht zouden kunnen komen en mogelijke fouten, die hun spel nog aankleefden, konden worden verbeterd", zoals het jubileumboek uit 1927 stelde. Het allereerste bestuur bestond uit C. A. W. Hirschman, J.J.van den Berg, C.W.van Hasselt, N.G. Jannink, G.W. Dijxhoorn (de leden van de Nederlands Elftalcommissie) en J. Lieftinck.

## Vertegenwoordigend elftal
De vereniging had een selectieteam en speelde vriendschappelijke wedstrijden. Dit Zwaluwenelftal diende als voorbereiding voor spelers voor het Nederlands voetbalelftal en hield vaak het midden tussen wat we nu kennen als Jong Oranje en het Nederlands B-voetbalelftal. Het kwam echter ook meer dan eens voor dat het Zwaluwenelftal in feite het Nederlands Elftal was. Ook gebeurde het incidenteel dat een clubteam onder de naam "De Zwaluwen" uitkwam. Bij De Zwaluwen waren professionele trainers in dienst die ook (deeltijds) bij clubs gestald werden. Onder andere eenmalig bondscoach Jack Bollington was aan De Zwaluwen verbonden. Op regionaal niveau was er sprake van de Oostelijke-, Westelijke-, Noordelijke- en Zuidelijke Zwaluwen.
Gedurende het bestaan van het Zwaluwenelftal kwam de selectie steeds meer onder de invloed van de Keuzecommissie van het Nederlands Elftal te staan. Vanaf het eind van de jaren '20 werden er steeds meer wedstrijden georganiseerd door de KNVB, het Nederlands Elftal, het Bondselftal, het voorlopige Nederlands Elftal en onderlinge proefwedstrijden zorgden voor voldoende oefenmogelijkheden op hoog niveau. Regelmatig werd dan ook de vraag gesteld of De Zwaluwenelftallen nog wel nodig waren, maar uiteindelijk kwam er pas in de jaren 60 een definitief einde aan de selectie-elftallen van De Zwaluwen.
Regelmatig traden De Zwaluwen op als tegenstander van het Nederlands Elftal. Na de Eerste Wereldoorlog werden de wedstrijden tegen de Rode Duivels, het Belgische equivalent van De Zwaluwen, op Mardi Gras te Brussel, een jaarlijks terugkerende traditie. De Zwaluwen kwamen ook regelmatig tegen andere buitenlandse tegenstanders in het veld. Voor de eerste maal op 25 december 1907 op het terrein van RAP tegen Bishop Auckland tegen welke sterke amateurvereniging een 4-1 nederlaag werd geleden. Een maand eerder, op 21 november 1907 kwamen voor het eerst twee Zwaluwenelftallen in actie: elftal B versloeg elftal A met 6-3. Edu Snethlage maakte die dag het allereerste doelpunt in de geschiedenis van De Zwaluwen.

## Bijzonderheden
De huidige zilveren KNVB beker is in 1946 door De Zwaluwen aan de KNVB aangeboden als vervanging van de Holdertbeker. De Zwaluwen bestaan heden ten dage nog steeds. De Zwaluwen Jeugd Actie helpt sinds 1960 om geld bijeen te brengen voor sportmogelijkheden voor gehandicapte kinderen in samenwerking met het Prinses Beatrix Fonds .

## Bekende (oud-)spelers
- Charles de Bock